# 利佩茨克州州长
利佩茨克州州长（俄语：Глава администрации Липецкой области）是俄羅斯利佩茨克州政治體系中的最高長官。該職位於1991年設立，由直接選舉產生，任期為5年。
利佩茨克州州长的地位和權力由《利佩茨克州憲章》第5章確定。在行使權力時，受俄羅斯憲法及法律、俄羅斯總統和俄羅斯政府的法律行為、利佩茨克州憲章和地區法律的指導。
俄語意為行政首長，州長的俄語應為。但在中文界通常還是該州的長官翻譯為「利佩茨克州州长」。

## 歷任州長
| # | #  | 肖像 | 名字                | 名字     | 任期           | 任期           | 政黨                |
|   |    | 肖像 | 譯名                | 俄語原文 | 就職           | 離職           | 政黨                |
| - | -- | ---- | ------------------- | -------- | -------------- | -------------- | ------------------- |
|   | 1  |      | 根纳季·库普佐夫     |          | 1991年10月23日 | 1992年12月23日 | 俄羅斯民主選擇黨    |
|   | 代 |      | 弗拉基米尔·扎伊采夫 |          | 1992年12月23日 | 1993年5月12日  | 無黨籍              |
|   | 2  |      | 米哈伊尔·纳罗林     |          | 1993年5月12日  | 1998年4月14日  | 我們的家園－俄羅斯  |
|   | 3  |      | 奥列格·科罗廖夫     |          | 1998年4月14日  | 2018年10月2日  | 無黨籍 ↓ 統一俄羅斯 |
|   | 代 |      | 伊戈尔·阿尔塔莫夫   |          | 2018年10月2日  | 2019年9月13日  | 統一俄羅斯          |
|   | 4  |      | 伊戈尔·阿尔塔莫夫   |          | 2019年9月13日  | 現任           | 統一俄羅斯          |